# 天才进化论
《天才进化论》是一部中国教育系列题材的网剧，围绕以教育与学习的喜剧。于2012年高考日开拍，并由张馨元指导。故事地点设定为中小学教育中心，以一群青年教师对学生的引导为主题，每集抛出一个关于教育的问题。例如现代教育，升学，独立等。老师，学生，家长在学习升学中发生的情绪，情感状况。给予观众们一种启发。剧情皆是酸甜苦辣的小故事。

## 主要演員
| 演員   | 角色   | 介紹                                                 | 配音 |
| 沈腾   | 伍宇明 | 诙谐幽默的老师，与身体里潜藏的小宇宙                 | 原声 |
| 墨阳   | 曹建秋 | 清新有个性的学生角色                                 | 原声 |
| 茅圆君 | 童莉   | 不走寻常路的老师，曾经有个播音员的梦想，绕口令是一绝 | 原声 |
| 李璐茜 | 吕思涵 | 善良，多愁善感的老师，对伍宇明有之爱慕之情           | 原声 |

## 剧集目录
- 第一集《艺考也疯狂》
- 第二集《不走寻常路(上)》
- 第三集《不走寻常路(下)》
- 第四集《大智若愚》
- 第五集《害羞不是罪》
- 第六集《小茹的外国后妈》
- 第七集《被跟踪的孩子》
- 第八集《考场上的赌博》
- 第九集《更年期遭遇青春期(上)》
- 第十集《更年期遭遇青春期(下)》